# Stazione di Lipsia Centrale
La stazione di Lipsia Centrale (in tedesco Leipzig Hbf) è la principale stazione ferroviaria della città tedesca di Lipsia. Con 83.460 m² di superficie e 293 metri di lunghezza, è la stazione più estesa d'Europa.
Ha vinto il premio Bahnhof des Jahres nel 2011.

### Fonti
- (DE)  Manfred Berger, Manfred Weisbrod, 75 Jahre Hauptbahnhof Leipzig, numero monografico di "Eisenbahn Journal", 2/90, Hermann Merker Verlag. ISBN 3-922404-13-8.

### Testi di approfondimento
- Il riordinamento delle stazioni di Lipsia: la nuova stazione principale, in Rivista tecnica delle ferrovie italiane, maggio 1912.
- La grande stazione di Lipsia, in Rivista tecnica delle ferrovie italiane, novembre 1912.